# Dżabal Sza’ib al-Banat
Dżabal Sza’ib al-Banat (arab. Jabal Shā’ib al-Banāt) – góra w Egipcie, w prowincji Al-Bahr al-Ahmar, położona na Pustyni Arabskiej, stanowiąca najwyższy masyw górski afrykańskiej części Egiptu.

## Położenie
Góra położona jest we wschodniej części kraju, na wschodzie prowincji, 40 km na zachód od wybrzeża z Morzem Czerwonym, na zachód od drogi prowadzącej z Hurghady – stolicy prowincji do Safadży. Leży na obszarze Pustyni Arabskiej, stanowiącej północno-wschodnią część Sahary

## Szczyty
Góra stanowi masyw górski, w którego skład wchodzą 4 szczyty:
| Nazwa szczytu          | Nazwa arabska         | Wysokość (w m n.p.m.) |
| Dżabal Abu Duchan      | Jabal Abū Dukhān      | 1705                  |
| Dżabal Sza’ib al-Banat | Jabal Shā’ib al-Banāt | 2187                  |
| Dżabal Kattar          | Jabal Qaţţār          | 1963                  |
| Dżabal Umm Inab        | Jabal Umm ‛Inab       | 1782                  |

## Ludność
Tereny, nad którymi wznosi się góra, zamieszkane są głównie przez plemię Ma'aza. Ich populacja liczy ok. 1000 osób i żyje na obszarze ok. 90 000 km². Zajmują się głównie hodowlą owiec, kóz i dromaderów.